# Ordre protestant de Saint-Jean
Le bailliage de Brandebourg de l'ordre de chevalerie de l'hôpital de Saint-Jean de Jérusalem (en allemand, der Brandebourg Balley des Ritterlichen Ordens Sankt Johannis vom Spital zu Jerusalem), ou simplement l’ordre de Saint-Jean (Der Johanniterorden), est aujourd'hui un ordre allemand de chevalerie ayant une action humanitaire regroupant des membres de confession principalement protestante. Il est un des héritiers de l'ordre de Saint-Jean de Jérusalem, l'ordre historique fondé à Jérusalem, dans les années 1099. La scission avec l'ordre historique est intervenu en 1538 quand le bailliage de Brandebourg s'est rallié à la religion réformée. Il a été restauré comme ordre distinctif en 1852.

## Le bailliage de Brandebourg
Le bailliage de Brandebourg est dirigé par son trente-septième Herrenmeister (le maître), Oscar de Prusse, prince de Prusse (né en 1959), il est un arrière petit-fils du dernier empereur allemand, Guillaume II.
Chacun de ses chevaliers, environ quatre mille hommes dans le monde entier, est soit un chevalier de justice (Rechtsritter) ou soit un chevalier d'honneur (Ehrenritter). L'adhésion à l'ordre se fait uniquement par cooptation, et les prétendants ne peuvent pas faire de pétition pour demander leur admission.
L’ordre comprend dix-sept commanderies en Allemagne, ainsi qu'une commanderie mondiale avec sous-commanderies dans huit autres pays (l'Australie, la Belgique, le Canada, la Colombie, la Namibie, l'Afrique du Sud, les États-Unis et le Venezuela). Il fait partie avec six autres ordres ou commanderies de l'Alliance des ordres de Saint-Jean qui regroupe les autres ordres qui se réclament également de leur origine commune à l'ordre de Saint-Jean de Jérusalem.

## Œuvres de bienfaisance
Grâce à son Johanniter-Unfall-Hilfe (« Aide aux accidentés de Saint Jean »), ses hôpitaux, ses maisons de soins infirmiers, ses hospices, et d'autres institutions, l'ordre d'aujourd'hui est un important fournisseur de services médicaux et de secours en Allemagne et, dans une moindre mesure, des services comparables ailleurs en Europe, en Afrique et les Amériques. Ces services sont similaires à l’Ambulance Saint-Jean dans de nombreux pays du Commonwealth et de diverses organisations affiliées à l'ordre souverain de Malte.
En outre, les retraites spirituelles et autres activités de l'ordre se concentrent sur la formation spirituelle et le développement des citoyens chrétiens dans le monde moderne,,,.

### Le bailliage depuis leXIXesiècle
En 1811 et 1812, dans sa position de protecteur du bailliage, Frédéric-Guillaume III a transféré les pouvoirs du Herrenmeister et du Chapitre (le Conseil d'administration de l'Ordre) à la couronne de Prusse, dissolvant de facto le bailliage et en confisquant ses biens. Il a instaure un nouvel ordre du mérite de même nom (et aux insignes similaire), l'ordre royal de Prusse de Saint Jean à sa place. Le Herrenmeister du bailliage, Auguste-Ferdinand, est devenu le premier grand maître de l'ordre de mérite, en continuant à résider dans le palais de l'ordre, et tous les chevaliers du bailliage sont devenus membres de l'ordre de mérite,,,.
L'ordre du mérite a été à son tour supprimé et Frédéric-Guillaume IV qui, exerçant ses pouvoirs de roi de Prusse en tant que Protecteur de l'ordre, restaure le bailliage d'origine, en 1852. Les chevaliers de justice, huit survivants de l'ordre d'origine, ont été parmi ses premiers membres ; en 1853, ils ont élu le frère cadet du roi de Prusse, Charles de Prusse, le nouveau herrenmeister de l'ordre rétabli. Il a annoncé son élection à l'ordre souverain de Malte, lui-même en pleine reconstruction (de 1805 jusqu'en 1889, l'ordre souverain de Malte a été dirigé par un « lieutenant », qui note cette restauration comme la continuation du bailliage historique,,,. Le Johanniterorden et ses branches sont entièrement indépendant du grand maître catholique de Rome.
Au cours des XIXe et XXe siècles, l'ordre a créé et soutenu de plus en plus d'activités de bienfaisance. Il possède et exploite de nombreux hôpitaux, services ambulanciers, maisons de vieillesse, et de maternités et propose des formations de premiers soins et secours aux sinistrés, tant en Allemagne qu'ailleurs.
Après la Seconde Guerre mondiale, avec le Neumark donnée par les alliés victorieux à la Pologne (Sonnenburg a été rebaptisé « Słońsk », et le château est en ruine), l'ordre transfère son siège à Bonn en Allemagne de l'Ouest. Après la réunification de l'Allemagne, le siège est déplacé à nouveau, à Berlin, puis à Potsdam en 2004.
La localisation du siège de l'ordre a changé plusieurs fois après la Seconde Guerre mondiale. Les commanderies suédoises et néerlandaises se séparent de la supervision directe du bailliage (mais encore en association libre avec elle à travers l'Alliance) en 1946, et deux ans plus tard, le bailliage proprement dite commence à admettre des roturiers à la chevalerie.
Bien que le Herrenmeister soit désormais élu et non plus est nommé par le roi de Prusse ou l'empereur d'Allemagne, chaque titulaire du poste depuis 1693 a été un membre de la maison de Hohenzollern, la famille des anciens rois de Prusse et du dernier empereur allemand,.
Le statut actuel de l'ordre en vertu du droit allemand dérive de son incorporation en 1852 et de la reconnaissance officielle par le gouvernement allemand en 1957 et 1959 des insignes de grade de l'ordre comme décorations allemandes de mérite.

## Liste desHerrenmeister(maître des chevaliers)

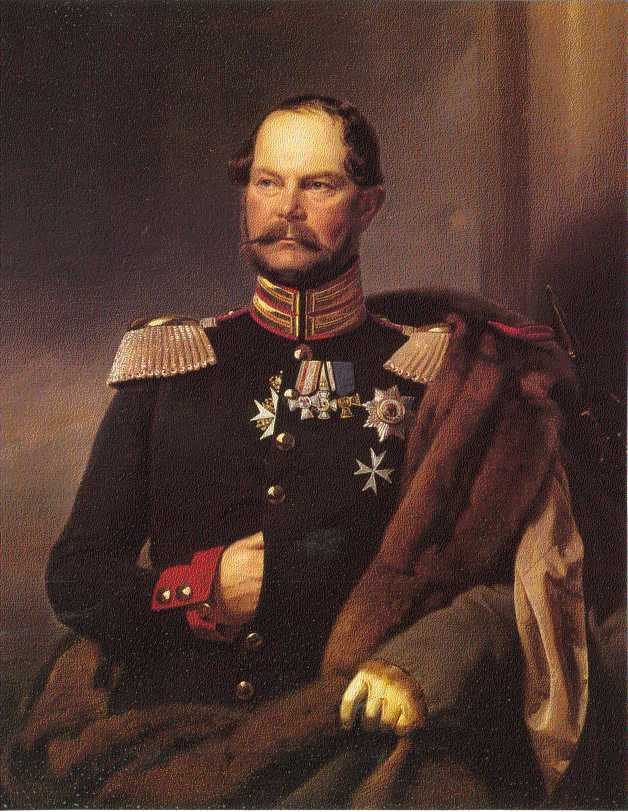
Le prince Charles de Prusse avec croix de Herrenmeister de l'Ordre

Liste des Herrenmeister depuis 1813, 1857 et 1859, date officielle de la création de l'ordre de chevalerie
- 1853 – 1883 : Charles de Prusse
- 1883 – 1906 : Albert de Prusse
- 1907 – 1926 : Eitel-Frédéric de Prusse
- 1927 – 1958 : Oscar de Prusse
- 1958 – 1999 : Guillaume-Charles de Prusse
- Depuis 1999 : Oscar de Prusse

## Autres chevaliers éminents

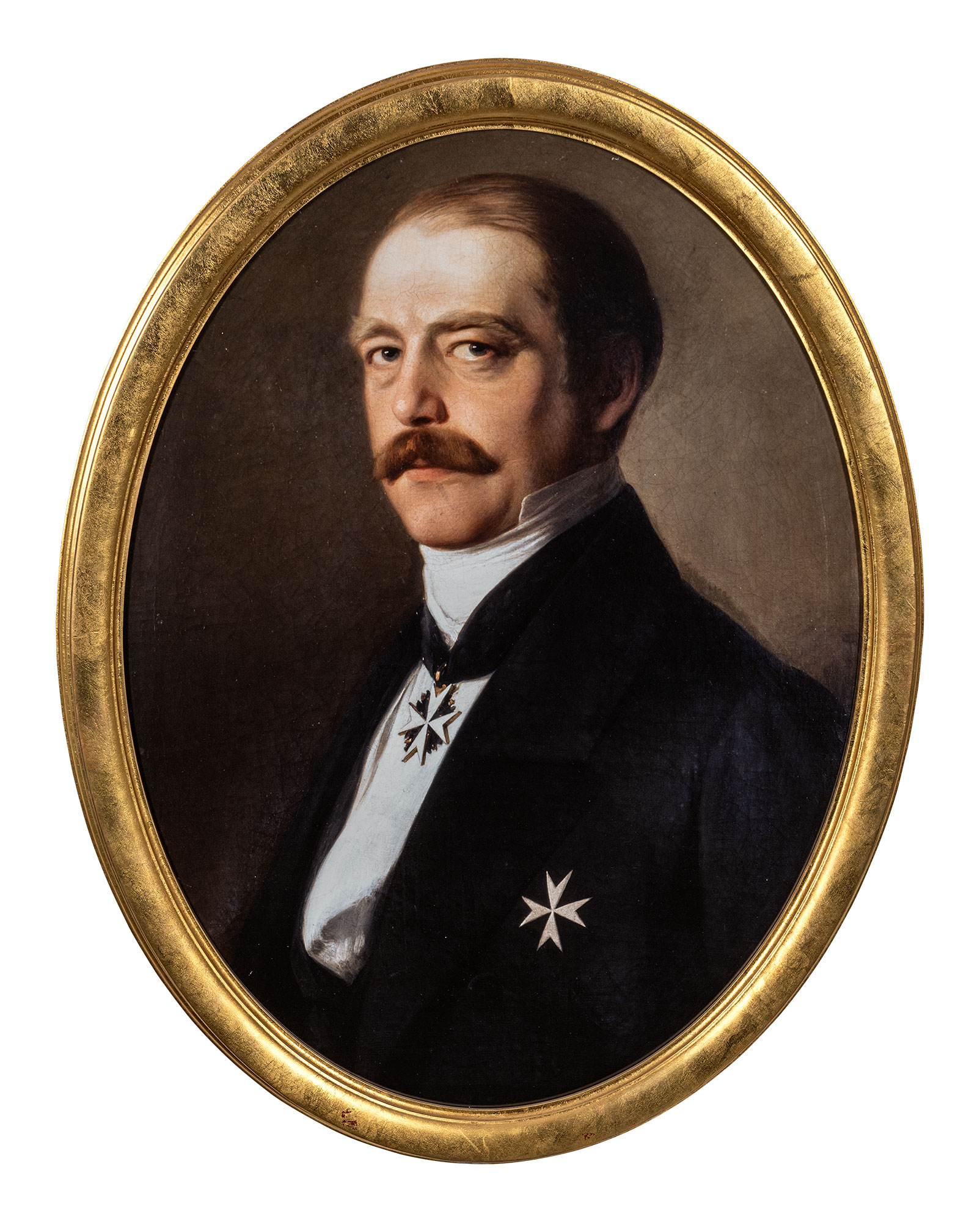
Otto von Bismarck avec la croix Ehrenritter ("Chevalier d'honneur") de l'Ordre

- Otto von Bismarck, chancelier de l'Allemagne
- Generalfeldmarschall Walther von Brauchitsch
- Bernhard von Bülow, chancelier de l'Allemagne
- Axel von dem Bussche-Streithorst
- Generaloberst Werner von Fritsch
- Albrecht von Hagen
- Rudolf-Christoph von Gersdorff
- Ulrich von Hassell
- Generalfeldmarschall Paul von Hindenburg, président d'Allemagne
- Sigmund von Imhoff, général allemand
- Ewald-Heinrich von Kleist-Schmenzin
- Fritz von der Lancken
- Wilhelm von Lynar
- Adolphe-Frédéric V de Mecklembourg-Strelitz
- Generalfeldmarschall Helmuth Karl Bernhard von Moltke
- Friedrich von Rabenau
- Adolf Friedrich von Schack
- Fabian von Schlabrendorff
- General Kurt von Schleicher, chancelier de l'Allemagne
- Ulrich Wilhelm Schwerin von Schwanenfeld
- Erwin von Witzleben

## Sources
- (en) Robert M. Clark, Jr., The Evangelical Knights of Saint John: A History of the Bailiwick of Brandenburg of the Knightly Order of St. John of the Hospital at Jerusalem, Known as the Johanniter Order, Dallas, Texas, 2003.
- (en) Thomas Freller, The German Langue of the Order of Malta: A Concise History, Santa Venera, Malte, Midsea Books Ltd., 2010.
- (de) Carl Hugo Herrlich, Die Balley Brandenburg des Johanniter-Ordens von ihrem Entstehen bis zur Gegenwart und in ihren jetzigen Einrichtungen, Berlin, Carl Heymanns Verlag, 1904.
- (en) Michael Galea, German Knights of Malta, Malta, Bugelli Publications, 1986
- Michel de Pierredon, Histoire Politique de l'Ordre Souverain des Hospitaliers de Saint-Jean de Jérusalem dit de Malte, depuis la chute de Malte jusqu'à nos jours, Paris, 1926.
- (en) Guy Stair Sainty, The Orders of Saint John: The History, Structure, Membership and Modern Role of the Five Hospitaller Orders of Saint John of Jerusalem, New York, The American Society of the Most Venerable Order of the Hospital of Saint John in Jerusalem, 1991.
- (en) Robert Storm, « A Brief History of the Bailiwick of Brandenburg of the Chivalric Order of St. John of the Hospital at Jerusalem », Johanniter Herald, vol. XXVIII, no 1,‎ pâques 2011.